# Vysoká Běta
Vysoká Běta je přírodní rezervace rozkládající se na jihovýchodním svahu stejnojmenného vrcholu Šumavského podhůří v okrese České Budějovice. Přírodní rezervace Vysoká Běta se nachází v nadmořské výšce 640–792 metrů v katastrálním území Lipanovice, které je částí obce Záboří. Rezervace je součástí Chráněné krajinné oblasti Blanský les. Chráněné území spravuje AOPK ČR – regionální pracoviště Jižní Čechy.

## Předmět ochrany
Předmětem ochrany je v jihočeské oblasti zcela unikátní suťový porost v komplexu s fytocenózami květnatých bučin s hojným výskytem měsíčnice vytrvalé.